# Relations entre le Bangladesh et la Nouvelle-Zélande
Les relations entre le Bangladesh et la Nouvelle-Zélande sont les relations bilatérales de la république populaire du Bangladesh et de la Nouvelle-Zélande.

## Relations diplomatiques
Le Bangladesh et la Nouvelle-Zélande n'ont pas de relations diplomatiques directes entre eux. L'ambassade de la Nouvelle-Zélande en Inde, à New Delhi est doublement accréditée auprès du Bangladesh, tandis que l'ambassade du Bangladesh en Australie à Canberra est doublement accréditée auprès de la Nouvelle-Zélande.

## Visites d'État
Le Dr Ruhal Haque, ancien ministre de la santé du Bangladesh, a effectué une visite officielle à Wellington en août 2009. En 2014, l'envoyé spécial du Premier ministre néo-zélandais, Sir Jim Bolger, a effectué une visite officielle de quatre jours à Dacca.

## Coopération en éducation
Le Bangladesh et la Nouvelle-Zélande ont coopéré dans le secteur de l'éducation. Chaque année, un certain nombre d'étudiants bangladais de premier et de deuxième cycles reçoivent des bourses pour étudier en Nouvelle-Zélande.

## Coopération économique
Le commerce bilatéral entre le Bangladesh et la Nouvelle-Zélande a connu une croissance constante. La Nouvelle-Zélande est devenue l'un des nouveaux marchés pour l'industrie de la construction navale bangladaise lorsque le gouvernement néo-zélandais a signé un accord avec Western Marine Shipyard en 2013 pour construire un navire océanique qui opérerait entre les îles Tokelau et Samoa. Une fois construit, ce serait le premier navire de fabrication bangladaise pour le Pacifique. L'accord a toutefois soulevé quelques controverses, le gouvernement néo-zélandais ayant choisi une entreprise étrangère plutôt que les chantiers navals locaux. Les autres exportations bangladaises vers la Nouvelle-Zélande comprennent des vêtements tissés et en laine, des produits en jute , etc.. Le commerce bilatéral est largement en faveur de la Nouvelle-Zélande. En 2011, le commerce bilatéral entre les deux pays s'est élevé à près de 200 millions de dollars US, dont un peu plus de 150 millions de dollars pour les exportations de la Nouvelle-Zélande vers le Bangladesh. Les produits d'exportation de la Nouvelle-Zélande sont largement dominés par les produits laitiers.